# Port lotniczy Mackay
Port lotniczy Mackay (IATA: MKY, ICAO: YBMK) – port lotniczy położony w Mackay, w stanie Queensland, w Australii.